# ستيفنسون سيلفستر
ستيفنسون سيلفستر (بالإنجليزية: Stevenson Sylvester)‏ هو لاعب كرة قدم أمريكية أمريكي، ولد في 18 يوليو 1988 في لاس فيغاس في الولايات المتحدة.

## وصلات خارجية
- ستيفنسون سيلفستر على موقع مرجع كرة القدم المحترفة.كوم (الإنجليزية)